# Callionima ellacombei
Callionima ellacombei är en fjärilsart som beskrevs av Rothschild 1894. Callionima ellacombei ingår i släktet Callionima och familjen svärmare. Inga underarter finns listade i Catalogue of Life.